# Gemeinsaal Gnadau

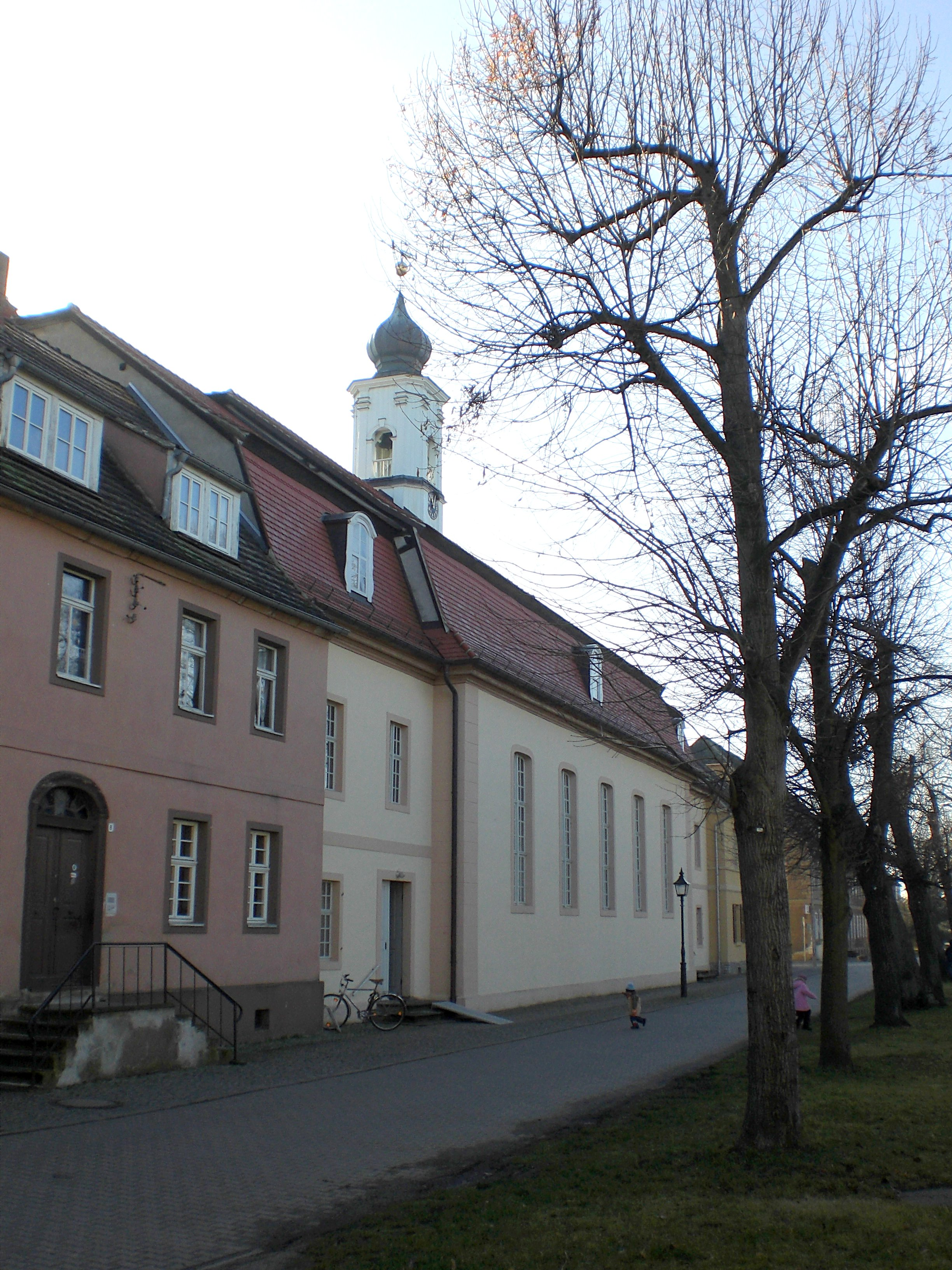
Gemeinsaal Gnadau, Seite zum Zinzendorfplatz

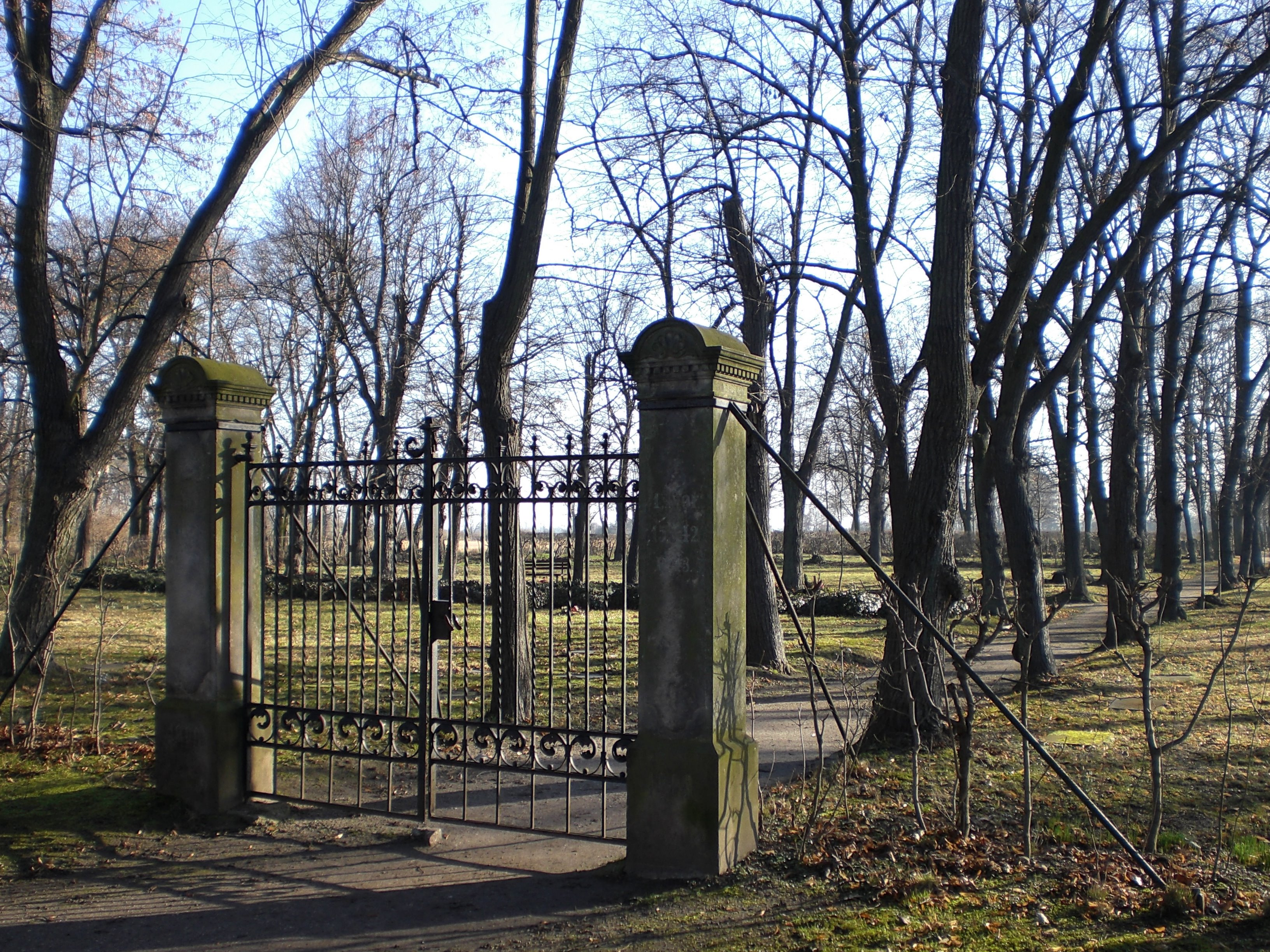
Gottesacker (Friedhof) von Gnadau

 Der Gemeinsaal Gnadau ist die Kirche der Evangelischen Brüdergemeine in Gnadau, einem Ortsteil von Barby in Sachsen-Anhalt.

## Lage
Der Gemeinsaal ist in besonders enger Weise mit der Entstehung des Ortes Gnadau verbunden. Gnadau wurde 1766 von der Brüder-Unität, einer christlich-reformatorischen Glaubensbewegung, gegründet. Der Ort wurde auf einem quadratischen Grundriss, mit sich kreuzenden, geraden Straßen angelegt. Im Zentrum befindet sich mit dem Zinzendorfplatz ein quadratischer Schmuckplatz. An dessen südöstlicher Seite entstand 1780, in geschlossener Bauweise direkt an die benachbarten Häuser angrenzend, der Gemeinsaal als religiöser Mittelpunkt des Ortes. Die Einfügung des Saals in die Häuserflucht, soll den Saal als Wohnhaus der Gemeinde kennzeichnen, ganz nach Herrnhuter Glaubensauffassung.

## Architektur
In der Erscheinungsform ähnelt er dem 1756 entstanden freistehenden Herrnhuter Saal in Herrnhut. Errichtet wurde der Gemeinsaal Gnadau durch den Maurermeister Johann Heinrich Brasack und den Zimmerer Ernst Leberecht Bolze. Der Gemeinsaal ähnelt den typischen protestantischen Quersaalkirchen. Entsprechend der nach Chören festgelegten Sitzordnung der Brüder-Unität verfügt das Gebäude über zwei gleiche Seitenportale. Das Dach wird von einem Dachreiter bekrönt. Das Gebäude verfügt über eine Lisenengliederung. Auf der Rückseite zum Friedhof hin befinden sich zwei Aufbahrungsräume.

## Innenausstattung
Das Innere ist gemäß der Bräuchen der Unität schlicht gestaltet. Viel Licht und weiße bildlose Wände dominieren. Der Liturgustisch befindet sich an einer der Längsseiten.
Eine 1891 von Wilhelm Rühlmann senior gebaute Orgel befindet sich in einem von Holzbildhauer Gustav Kuntzsch, Wernigerode, geschaffenen Orgelgehäuse auf einer Empore an einer der schmalen Seiten. Auf der anderen Schmalseite befindet sich gleichfalls eine Empore mit Ecklogen, die für durchreisende Gäste bestimmt waren.
Bemerkenswert ist der nach den unitarischen Regeln einfach und ordentlich, auf Gleichheit hin angelegte Gottesacker (Friedhof).

## Nutzung
Die Nutzung erfolgt durch die Evangelische Brüdergemeine. Da in Gnadau auch ca. 200 Christen der evangelischen Landeskirche, zumeist Mitglieder der Martin-Luther-Gemeinde Schönebeck/Felgeleben leben, gibt es eine Vereinbarung zwischen beiden Gemeinden über eine gemeinsame Gestaltung des kirchlichen Lebens in Gnadau.